# 日莱韦克
日莱韦克（法語：Gy-l'Évêque，法語發音：[ʒi levɛk]）是法国勃艮第-弗朗什-孔泰大区约讷省的一个市镇，属于欧塞尔区。

## 地理
日莱韦克（47°43'17"N, 3°32'54"E）面积15.02 平方千米，位于法国勃艮第-弗朗什-孔泰大區约讷省，该省份为法国中北部内陆省份，西接卢瓦雷省，西北接塞纳-马恩省，南至涅夫勒省，东临科多尔省，东北与奥布省接壤。
与日莱韦克接壤的市镇（或旧市镇、城区）包括：瓦朗、舍瓦讷、埃康、瑞西、米热。

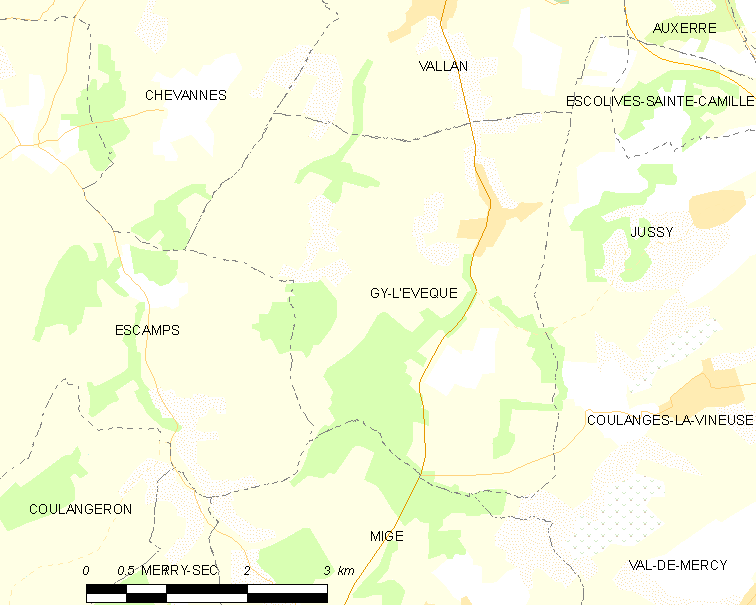
日莱韦克的OSM定位图

日莱韦克的时区为UTC+01:00、UTC+02:00（夏令时）。

## 行政
日莱韦克的邮政编码为89580，INSEE市镇编码为89199。

## 政治
日莱韦克所属的省级选区为万塞勒县。

## 人口

1962-2008年间日莱韦克人口变化图示

日莱韦克于2022年1月1日时的人口数量为446人。